# Clinique CHC Hermalle
 (juin 2020).
La clinique CHC Hermalle, anciennement appelée Clinique Notre-Dame Hermalle, est un hôpital général appartenant au Groupe santé CHC. Son site se trouve à Hermalle-sous-Argenteau, dans la province de Liège. Erigée en 1957, elle joue un rôle d'hôpital de proximité en Basse-Meuse. Au sein du Groupe santé CHC, la Clinique CHC Hermalle est l'hôpital pour les soins palliatifs et la prise en charge de la fin de vie, avec son unité d'hospitalisation de 6 lits. La clinique compte 110 lits et occupe plus de 400 personnes (membres du personnel et indépendants).

## Historique
La Clinique Notre-Dame a été inaugurée en 1957. À son ouverture, elle se composait d'une polyclinique et de deux services : chirurgie et maternité (59 lits au total). Deux congrégations religieuses assurent la gestion de la clinique de 1958 à 1978 : les sœurs de l'Immaculée Conception et les Sœurs de l'Enfant Jésus. Sous le giron des Mutualités Chrétiennes depuis ses débuts, la Clinique Notre-Dame rejoint le réseau des cliniques Saint-Joseph (Liège) en 1996,. En 2001, le CHC est créé. Il regroupe 6 cliniques : clinique Saint-Joseph (Liège), de l’Espérance (Montegnée), Saint-Vincent (Rocourt), Notre-Dame (Waremme), Notre-Dame (Hermalle-sous-Argenteau) et Saint-Elisabeth (Heusy). En janvier 2020, le CHC change d’appellation et devient le Groupe santé CHC. La Clinique Notre-Dame devient quant à elle Clinique CHC Hermalle.
La clinique au fur et à mesure des années et ouvre :
- en 1979, un service de médecine de 30 lits
- en 1986, un service de gériatrie de 24 lits
- en 1988, un service de soins intensifs de 6 lits

- en 1990, un service d'urgences agréé "100"
- en 1995, l'hôpital de jour médico-chirurgical (20 lits)

- en 1998, une unité de soins palliatifs (6 lits)[5]
- en 1999, un service de pré-hospitalisation - infos patients - gestion des lits[5]
- en 2000, un centre de jour en soins palliatifs et agrandit le service de gériatrie (6 lits)
- en 2005, l'espace enfants et adolescents qui accueille les enfants dont un membre de la famille est atteint d'une pathologie grave
- en 2006, une unité de revalidation (20 lits)
- en 2010, un espace bien-être : l'espace d'Artagnan
- en 2013, un espace bien-être à destination des patients cancéreux qui remplace l'espace d'Artagnan : l’Espace+[6].

Après 50 ans de fonctionnement, la maternité est transférée à la clinique Saint-Vincent de Rocourt en 2004,.